# Hirsutella jonesii
Hirsutella jonesii är en svampart som först beskrevs av Speare, och fick sitt nu gällande namn av H.C. Evans & Samson 1982. Hirsutella jonesii ingår i släktet Hirsutella och familjen Ophiocordycipitaceae.   Inga underarter finns listade i Catalogue of Life.